# Pain (песня)
Pain — песня американской группы Jimmy Eat World. Она была выпущена в 2004 году с альбома Futures и стала второй песней у группы, занявшее первое место в Billboard Modern Rock Tracks. Песня была саундтреком к видеоиграм Tony Hawk's Underground 2, Midnight Club 3: DUB Edition, Guitar Hero: Van Halen, Karaoke Revolution и в серии Rock Band. Также, песня появлялась в телесериале Тайны Смолвиля. По данным RIAA, сингл получил золотой статус.

## Список композиций
| №  | Название                   | Длительность |
| -- | -------------------------- | ------------ |
| 1. | «Pain»                     |              |
| 2. | «Shame» (Demo)             |              |
| 3. | «Yer Feet» (Live acoustic) |              |
| 4. | «Pain» (Video)             |              |

| №  | Название | Длительность |
| -- | -------- | ------------ |
| 1. | «Pain»   | 2:51         |
| 2. | «Shame»  | 5:40         |

## Видео
В видеоклипе молодой человек (Пауль Федор) делает всё время то, что ему причиняет боль (падает с лестницы; прыгает, ударяясь об стекло; вешает на себя мясо и выпускает бешеную собаку). Но всё время приходит девушка и забирает его боль. В конце они уходят, после того два близнеца, битами, ударили Пауля. В этом видео также показаны кадры, где группа играет в гараже. По неизвестным причинам, близнецы очень похожи на Ари и Узи Тененбаум из фильма Семейка Тененбаум.

## Кавер
В 2006 году японский певец Кëсуке Химуро (Kyosuke Himuro) сделал кавер на Pain, в своем альбоме.